# 苗村
苗村（なえむら）は滋賀県蒲生郡にあった村。現在の竜王町の東端、日野川の左岸にあたる。

## 地理
- 山岳：雪野山
- 河川：日野川、惣四郎川

## 歴史
- 1889年（明治22年）4月1日 - 町村制の施行により、山之上村・岩井村・川守村・林村・庄村・信濃村・駕輿丁村・島村・綾戸村・田中村の区域をもって発足。
- 1955年（昭和30年）4月29日 - 鏡山村と合併して竜王町が発足。同日苗村廃止。

## 交通

### 道路
現在は旧村域を名神高速道路が通過するが、当時は未開通。

## 名所・旧跡・観光スポット・祭事・催事
- 苗村神社